# Domenico Visconti Aicardi

Stemma di famiglia

Domenico Visconti Aicardi (San Giorgio di Lomellina, XIV secolo – XV secolo) è stato un nobile italiano, capostipite della famiglia Visconti Aicardi.

## Biografia
Appartenne probabilmente alla famiglia Aicardi originaria di Pavia e fu al servizio dei duchi di Milano. 
Per avere scoperto una congiura ai danni del duca Filippo Maria Visconti, ottenne molti beni e nel settembre 1415 il diritto di utilizzare il cognome Visconti, nonché di inquartare nella propria arma lo stemma dei Visconti di Milano. Lasciò il cognome Aicardi e i suoi discendenti si fregiarono solo del cognome Visconti.

## Discendenza
Sposò Chiara de Berris, dalla quale ebbe cinque figli:
- Bartolomeo (1402-1457), vescovo di Novara
- Francesca (?-1489), sposò Antonio Trivulzio (?-1454), fu madre del celebre condottiero Gian Giacomo Trivulzio detto "il Grande"
- Alessandro (?-1476), condottiero, conte di Bronno
- Andrea
- Giorgio (?-1457) detto "Scaramuccia", uomo d'armi, creato dal Duca Filippo Maria Visconti, feudatario e conte di Cicognola, conte di Broni, conte di Canevino, Patrizio di Pavia.